# 湖南大學 (韓國)
湖南大學校（韓語：호남대학교）是位於大韩民国光州廣域市光山区的一所私立大學。該大學提供學士學位和研究生學位。湖南大學設有4個學院（學士），分別是社會經營學院、健康科學學院、人工智慧融合學院和文化藝術體育學院，這些學院下設44個學系。湖南大學的研究生院分為一般研究生院和特殊研究生院兩個部分。一般研究生院提供18個碩士學位和15個博士學位。特殊研究生院包括教育研究生院、社會融合研究生院等。

## 歷史
1978年12月28日，湖南大學校的前身成立，地址位於光州廣域市西區的尙一女子高等學校附近。當時它是一所成人教育學院。1981年3月3日正式開學。1981年7月31日，成人教育學院升格為四年制學院並更名。1992年3月13日，學校更名為湖南大學校。1997年8月，湖南大學校在光山区開設新校區。2015年3月，學校將舊校區出售，此後學校只剩下光山校區。

## 外部鏈接
- 官方网站